# Прапор Врадіївки
Пра́пор Врадіївки — офіційний символ міста Врадіївка Миколаївської області.

## Опис
Кольори прапора повторюють кольори герба смт Врадіївки, символіка (фігури на полях прапора) частково повторюють фігури (символіку) з герба селища.
Основним символом на прапорі Врадіївки є три пшеничних снопи у зеленому полі, які символізують сільськогосподарський напрям розвитку селищної громади – землеробство і вирощування зернових культур. Три снопи стилізовано нагадують три віхи в історії Врадіївки: освоєння родючих земель засновниками поселення для вирощування зерна; проголошену місцевими повстанцями проти свавілля примусової колективізації у 1919 році Врадіївської Хліборобської республіки; та сучасний агропромисловий розвиток  селища по виробництву зернових культур та їх переробку на борошно і продуктові вироби.
Зелений колір на прапорі  геральдично символізує  достаток, надію і волю. Синій колір нагадує про місцеву річку Бакшалу із ставком у селищі, а також уособлює вірність і чесність. Червоний колір втілює мужність, великодушність і любов.  Жовтий колір геральдично символізує багатство, знатність та постійність.